# Pseudotocepheus aokii
Pseudotocepheus aokii är en kvalsterart som beskrevs av Grobler 1997. Pseudotocepheus aokii ingår i släktet Pseudotocepheus och familjen Tetracondylidae. Inga underarter finns listade i Catalogue of Life.